# Albin Schaedel

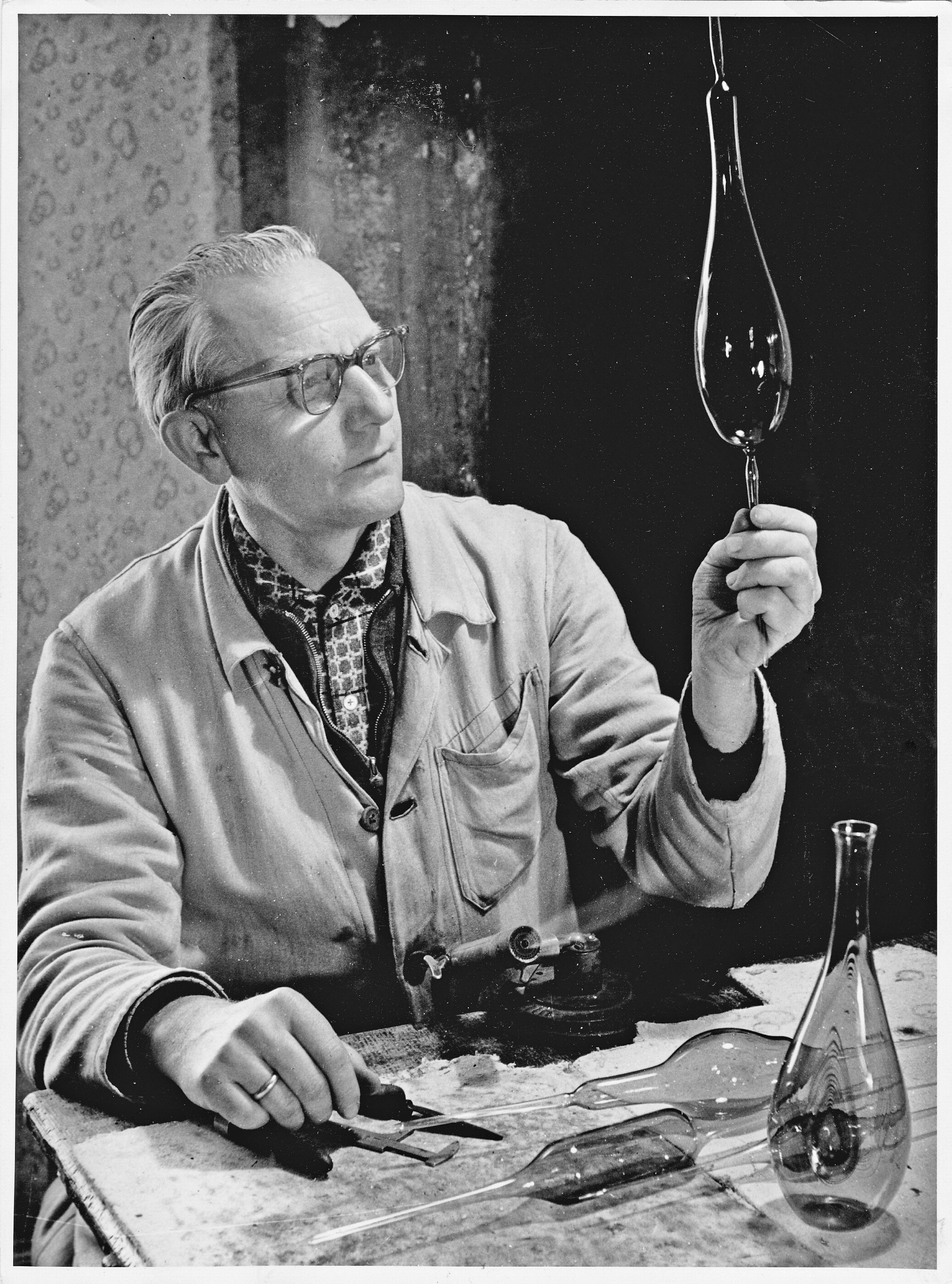
Albin Schaedel bei der Arbeit (um 1960)

Albin Schaedel (* 14. September 1905 in Igelshieb; † 18. November 1999 in Neuhaus am Rennweg) war ein innovativer Thüringer Glaskünstler mit internationalem Renommee.

## Leben und Wirken
Albin Schaedel stammte aus einer Familie mit 200 Jahren Tradition in der Glasherstellung. Sein Vater war Glasperlenmacher. 1912 bis 1920 besuchte Schaedel die Volksschule in Neuhaus. Dann war er Glasperlenmacher in der Werkstatt des Vaters, begann 1924 eine Lehre und war ab 1927 Geselle bei Edmund Müller in Neuhaus. Seit 1934 arbeitete Schaedel als selbständiger Kunstglasbläser. 1934 bis 1938 hospitierte er bei dem Maler und Grafiker Prof. Karl Staudinger in Sonneberg. 1937 beteiligte er sich erstmals an der Leipziger Kunsthandwerks-Messe.
1940 bis 1945 war Schaedel Soldat. 1949 wurde ihm das Gütezeichen des Kunsthandwerks verliehen. 1952 bestand er die Meisterprüfung und wurde in die Prüfungskommission für Kunstglasbläsermeister und den Verband Bildender Künstler aufgenommen. 1954 siedelte Schaedel mit Wohnung und Werkstatt nach Arnstadt, "seine zweite Heimatstadt", über. 1980 musste er aus gesundheitlichen Gründen die Arbeit vor der Glasflamme einstellen.
Schaedel war ein sehr experimentierfreudiger Glaskünstler. Er entwickelte die Gestaltung vor der Lampe geblasener Gefäße unter anderem durch die Anwendung der Montagetechnik („Schaedeltechnik“) zur anspruchsvollen Kunst. Er gehörte zu den produktivsten und einflussreichsten Glaskünstlern seiner Zeit.
Schaedel hatte eine bedeutende Zahl von Einzelausstellungen und Ausstellungsbeteiligungen im In- und Ausland. U.a. war er von 1958 bis 1978 auf fünf Deutschen Kunstausstellungen bzw. Kunstausstellungen der DDR in Dresden vertreten.
Schaedel war zwei Mal verheiratet. Seine erste Frau starb früh. Auch seine zweite Frau starb vor ihm.
Schaedels Grab befindet sich In Neuhaus.

## Selbstreflexion
"Und wenn die Besucher leuchtende Augen haben, freudige Worte finden, ist das für mich mehr als Geld. Dann hat das Schaffen einen Sinn gefunden, das Leben war nicht umsonst gewesen...".

## Ausstellungen (unvollständig)
- Erste internationale Anerkennung 1959 auf der Glas-Ausstellung "Glass" im Corning-Museum of Glass (New York)
- Schaedel übergab 1974 den größten Teil seines künstlerischen Werks in den Besitz der Erfurter Museen. 1975 war im Angermuseum in Erfurt eine große Albin-Schaedel-Ausstellung zu sehen: 128 Gläser, Becher, Kelche, Schalen, Vasen in vielen Farben.
- Arnstadt richtete 1978 im Schlossmuseum ein "Albin-Schaedel-Kabinett" ein.
- Exponate von Schaedel sind in Museen in Arnstadt, Erfurt,  Frauenau, Lauscha, Leipzig, Berlin, Düsseldorf, Frankfurt am Main, Köln, London, Sapporo in Japan und Corning N.Y. in den USA zu sehen.
- Das Angermuseum Erfurt erwarb 2010 für eine Dauerausstellung drei Gläser mit Bänderdekor von Albin Schaedel, womit es seinen Bestand auf 106 Stücke aus der Hand des Künstlers erweitern konnte.
- In seinem Geburtsort Igelshieb sind im Museum Geißlerhaus Exponate von Albin Schaedel ausgestellt.[2]

## Ehrungen
- "Anerkannter Kunstschaffender des Handwerks" 1955
- Goldenes Ehrenzeichen des Handwerks 1964
- Hauptpreis der 1. Quadriennale des Kunsthandwerks Sozialistischer Länder in Erfurt 1974
- Kunstpreis der DDR 1974
- Ehrenpreis bei der Ausstellung "Coburger Glaspreis" 1977
- Nationalpreis der DDR für Kunst und Literatur 1978
- Ehrenteilnehmer auf der Weltausstellung "World Glass Now 1982" in Sapporo / Japan
- Ehrenbürger von Arnstadt 1993
- Ehrenbürger von Neuhaus am Rennweg 1994
- Bundesverdienstkreuz am Bande 1997

## Darstellung in Film und Fernsehen
- Aktuelle Kamera (Fernsehen der DDR) vom 31. August 1963
- DDR-Magazin 13/1974 (DEFA-Studio für Dokumentarfilme) aus dem Jahr 1974[3]
- Faszination Glas (Fernsehen der DDR) vom 20. Juli 1975
- Reisebilder aus der DDR – Die Marlitt oder Tod in Arnstadt (ZDF) vom 28. September 1987